# Wilhelm Schäfer (écrivain)
Pour les articles homonymes, voir Schäfer.
Ne doit pas être confondu avec Wilhelm Schäfer (homme politique).
Wilhelm Schäfer (lors de son premier mariage de 1890 à 1896 Wilhelm Schäfer-Dittmar, né le 20 janvier 1868 à Ottrau, arrondissement de Ziegenhain et mort le 19 janvier 1952 à Überlingen) est un écrivain allemand. Il écrit principalement des nouvelles et des anecdotes basées sur l'exemple de Kleist et Hebel. Avec le livre Dreizehn Bücher der deutschen Seele, publié en 1922 et glorifiant « l'âme populaire allemande », il devient l'un des auteurs ethniques-nationaux les plus populaires de la République de Weimar et de l'ère nationale-socialiste. Il publie également certains de ses travaux sous les pseudonymes de Karl Ebinghaus, W. Gischler, Karl Pfälzer et Reinhold Treu,.

## Biographie

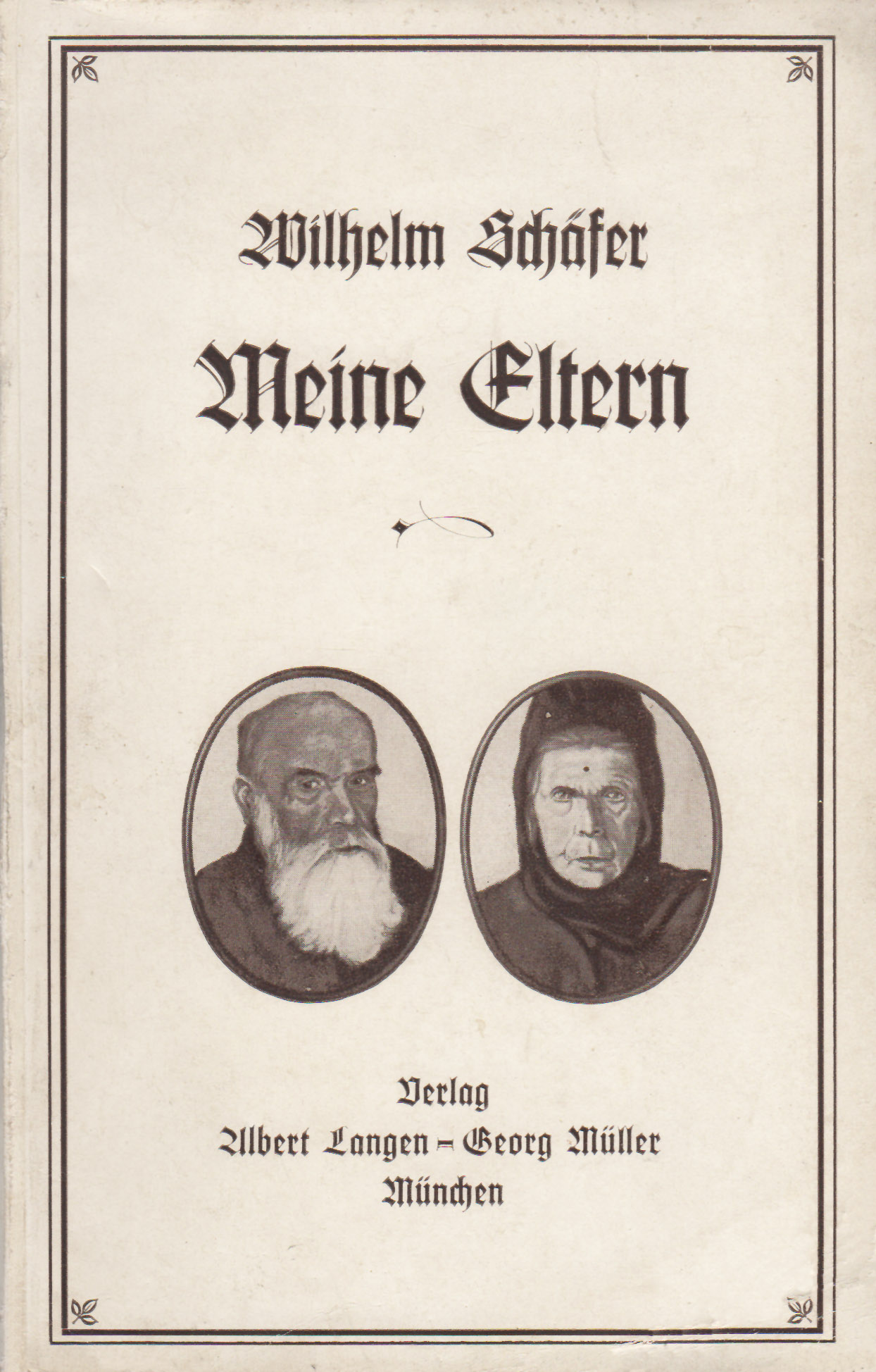
Meine Eltern de Wilhelm Schäfer (1944)

Wilhelm Schäfer est le fils d'un cordonnier. Son père Paul Schäfer (né en 1840) est issu d'une famille d'agriculteurs pauvres de Berfa (Alsfeld). Il doit voyager faute d'argent et apprend le métier de cordonnier auprès du maître cordonnier Wiegelmann de 1855 à 1858. Sa mère Elisabeth Gischler est issue d'Ottrau et ses parents possèdent une petite ferme et une maison endettées. En tant que jeune femme, elle travaille comme femme de ménage pour le fermier Ploch.
Dans son livre Meine Eltern, Wilhelm Schäfer décrit les conditions de travail et de vie de l'époque, les conditions de circulation et le service militaire de son père à Cassel. Il décrit la guerre culturelle dans la Rhénanie catholique telle que la famille le vit.
En 1871, la famille déménage à Gerresheim, où Schäfer étudie à une école primaire protestante dans la colonie de la verrerie (de). Il est alors élève au lycée (de) de Düsseldorf et, à partir de 1883, se prépare au métier d'instituteur dans une école préparatoire de Mettmann. De 1890 à 1897, il travaille comme enseignant à Vohwinkel et Elberfeld. Durant cette période, également marquée par une amitié avec Richard Dehmel, il commence à publier des œuvres littéraires.
Un contrat avec les éditions Cotta (de) lui permet de voyager à Paris, Zurich et Munich en 1897 après son divorce avec Henriette Dittmar, qu'il a épousée en 1890. En 1898, il se rend à Berlin, où il travaille d'abord comme rédacteur publicitaire. En 1899, il épouse Lisbeth Polligkeit. En 1900, il s'installe à Düsseldorf, où, sur proposition de l'association des artistes Malkasten et de l'industriel et mécène Fritz Koegel (de), il publie la revue culturelle Die Rheinlande (1900-1922) et devient en 1904 directeur général de l'association des amis de l'art dans les États rhénans (de) qu'il a initié.
Schäfer, qui est ami avec Hermann Hesse pendant ces années, vécut de 1903 à Braubach, de 1907 à 1915 à Vallendar et de 1915 à 1918 à Hofheim (Taunus), lieu de résidence de son amante, la baronne Blanche von Fabrice, épouse de l'écrivain Emanuel von Bodman, divorcée en 1909, qu'il épouse le 25 mai 1917 après avoir divorcé de Polligkeit. En 1918, il s'installe à la « Sommerhalde » à Bodman, au bord du lac de Constance. Il travaille sur son ouvrage Die dreizehn Bücher der deutschen Seele pendant cinq ans.
Wilhelm Schäfer est membre de la section de poésie de l'Académie prussienne des arts à partir de 1926 ; En 1931, il quitte l'académie avec Erwin Guido Kolbenheyer et Emil Strauß (de) en raison de divergences sur l'orientation idéologique de l'institution. Après la prise du pouvoir par le national-socialisme, il est sénateur honoraire de l'Académie allemande de poésie à partir de mai 1933. Schäfer, qui est influencé dès son plus jeune âge par les idées conservatrices et nationales, s'identifie largement à l'idéologie nationale-socialiste et, bien qu'il n'est pas lui-même membre du NSDAP, participe volontairement à la formulation et à la propagation des objectifs de la politique culturelle national-socialiste. Schäfer est très apprécié par Adolf Hitler, à tel point qu'en août 1944, il l'inclut dans la liste divine des écrivains les plus importants.
Son implication dans le système étatique nazi signifie qu’après 1945, son travail n’est discuté que sporadiquement.
Après la mort de Schäfer à Überlingen en 1952, le cercueil est amené du lac de Constance, où Schäfer vit depuis 1918, à Ottrau et, à sa demande, y est enterré dans la crypte familiale.
Les écrits de Schäfer (tous publiés chez Langen/Müller (de), Munich), comme par exemple :
- Preußen und das Bismarckreich. Aus „Dreizehn Bücher der deutschen Seele“ (1934)
- Christophorusrede (1935)
- Krieg und Dichtung: Festrede zum Dichtertreffen in Weimar am 10. Okt. 1942 (1943)

sont inscrits sur la liste des ouvrages à éliminer (de) dans la zone d'occupation soviétique,,.

## Prix
- 1927 : Docteur honoris causa de l'Université de Marbourg
- 1932 : Plaque Goethe de la ville de Francfort-sur-le-Main (de)
- 1937 : Prix de littérature rhénane
- 1938 : Citoyen d'honneur d'Ottrau
- 1941 : Prix Goethe de la ville de Francfort-sur-le-Main
- 1942 : Prix Immermann (de)
- 1948 : Citoyen d'honneur de Bodman
- 1950 : Membre honoraire des Jonges de Düsseldorf (de)

## Œuvres
- Fritz und Paul auf der höheren Bürgerschule. Berlin 1894
- Mannsleut. Elberfeld 1894
- Ein Totschläger. Elberfeld 1894
- Lieder eines Christen. Elberfeld 1895
- Jakob und Esau. Berlin 1896
- Die Zehn Gebote. Berlin 1897
- Gottlieb Mangold. Berlin 1900
- William Shakespeare. Zürich 1900
- Die Béarnaise. Berlin 1902
- Internationale Kunstausstellung Düsseldorf 1904. Düsseldorf 1904 (avec Rudolf Klein-Diepold (de))
- Der Deutsche Künstlerbund. Düsseldorf 1905
- Anekdoten. Düsseldorf 1907
- Der Niederrhein und das bergische Land. Stuttgart 1907
- Rheinsagen. Berlin 1908
- Die Halsbandgeschichte. Munich [u. a.] 1909
- Die Mißgeschickten. Munich [u. a.] 1909
- Der Schriftsteller. Francfort-sur-le-Main 1910
- Wie entstanden meine Anekdoten?. Dortmund 1910
- 33 Anekdoten. Munich [u. a.] 1911
- Der verlorene Sarg und andere Anekdoten. Munich [u. a.] 1911
- Karl Stauffers Lebensgang. Munich [u. a.] 1912. Hermann Hesse
- Die unterbrochene Rheinfahrt. Munich [u. a.] 1913
- Lebenstag eines Menschenfreundes. Berlin 1915
- Anekdoten und Sagen. Bern 1918
- Die begrabene Hand und andere Anekdoten. München 1918
- Erzählende Schriften. München
  - 1. Anekdoten und Novellen. 1918
  - 2. Rheinsagen. 1918
  - 3. Eine Chronik der Leidenschaft. 1918
  - 4. Lebenstag eines Menschenfreundes. 1918
- Lebensabriß. Munich 1918
- Drei Briefe. Munich 1921
- Frühzeit. Leipzig [u. a.] 1921
- Rheinische Novellen. Leipzig 1921
- Winckelmanns Ende. Munich 1921
- Die dreizehn Bücher der deutschen Seele. Munich 1922
- Der deutsche Gott. Munich 1923
- Flämmchenverse. Stettin 1924
- Das Lied von Kriemhilds Not. Munich 1924
- Die moderne Malerei der deutschen Schweiz. Leipzig 1924
- Urania. Stettin 1924
- Die Badener Kur. Stuttgart 1925
- Benno Rüttenauer (de) zum siebzigsten Geburtstag. Munich 1925
- Die deutsche Judenfrage. Munich 1925
- Deutschland. Dessau 1925
- Hölderlins Einkehr. Munich 1925
- Jakob Imgrund. Chemnitz 1925
- Das Fräulein von Rincken. Munich 1926
- Huldreich Zwingli. Munich 1926
- Lebenstag eines Menschenfreundes. Berlin 1926
- Neue Anekdoten. München 1926
- Briefe aus der Schweiz und Erlebnis in Tirol. Munich 1927
- Huldreich Zwingli. Weimar 1927
- Rheinische Geschichten und anderes. Berlin 1927
- Albrecht Dürer. Chemnitz 1928
- Ludwig Böhner gibt sein letztes Konzert. Munich 1928
- Novellen. Munich 1928
- Sommerhalde. Chemnitz 1928
- Die Anekdoten. Munich 1929
- Ausgewählte Anekdoten. Hamburg 1929
- Der Hauptmann von Köpenick. Munich 1930
- Die rote Hanne. Düsseldorf 1930
- Der Dichter und sein Volk. Cassel 1931
- Das Frühstück auf der Heidecksburg. Eisenach 1931
- Das Haus mit den drei Türen. Munich 1931
- Wahlheimat. Frauenfeld [u. a.] 1931
- Das fremde Fräulein. Zehn Anekdoten. Insel, Leipzig 1931
- Die Fahrt in den heiligen Abend. Eisenach 1932
- Die Frau von Stein und andere Erzählungen. Breslau 1932
- Goethes Geburtshaus. Francfort-sur-le-Main. 1932
- Auf Spuren der alten Reichsherrlichkeit. Munich 1933
- Deutsche Reden. Munich 1933
- Der Fabrikant Anton Beilharz und das Theresle. Munich 1933
- Der hartnäckige Taler oder Eine literarische Nacht in Berlin. Eisenach 1933
- Der deutsche Rückfall ins Mittelalter. Munich 1934
- Johann Sebastian Bach. Leipzig 1934
- Ein Mann namens Schmitz. Munich 1934
- Mein Leben. Rechenschaft. Berlin 1934
- Preußen und das Bismarckreich. Munich 1934
- Christophorusrede. Munich 1935
- Vom alten Blücher. Güstrow, Meckl. 1935
- Anckemanns Tristan. Munich 1936
- Der Dichter des Michael Kohlhaas. Munich 1936
- Die Handschuhe des Grafen von Brockdorff-Rantzau. Leipzig 1936
- Die Posthalterin zu Vöcklabruck. Eisenach 1936
- Die Quellen des Rheins. Berlin [u. a.] 1936
- Verhehltes Leben. Leipzig 1936
- Frau Hulla. Eisenach 1937
- Hermann W. Schäfer. Munich 1937
- Meine Eltern. Munich 1937
- Der Siegelring von Tirol. Eisenach 1937
- Der tapfere Maruck. Leipzig 1937
- Wendekreis neuer Anekdoten. Munich 1937
- Der Klosterbrauer. Leipzig 1938
- Mein Lebenswerk. Munich 1938
- Sechs Streichhölzer. Berlin 1938
- Der andere Gulbransson. Berlin [u. a.] 1939
- Elf Goethe-Anekdoten. Berlin 1939
- Jan Wellm. Saarlautern 1939
- Theoderich, König des Abendlandes. Munich 1939
- Aus der Zeit der Befreiungskriege. Munich 1940
- Der Enkel des Tiberius. Eisenach 1940
- Der falsche Fünfzigmarkschein. Überlingen 1940
- Hundert Histörchen. Munich 1940
- Johannes Gutenberg. Mayence 1940
- Bismarck. Cologne 1941 (avec Otto Brües (de) et Richard Euringer (de))
- Das dreifache Deputat. Weimar 1941
- Die Handschuhe des Grafen von Brockdorff-Rantzau und andere Anekdoten. Wiesbaden 1941
- Kleine Truhe. Munich 1941
- Maria Enderlins Heilung. Francfort-sur-le-Main 1941
- Altmännersommer. München 1942
- Das deutsche Gesicht der rheinländischen Kunst. Ratingen 1942
- Goethesche Prüfung. Munich 1942
- Der Rebell von Freiburg. Gütersloh 1942
- Die silberne Hochzeit. Cologne 1942
- Spätlese alter und neuer Anekdoten. Munich 1942
- Krieg und Dichtung. Munich 1943
- Wider die Humanisten. Eine Rede, gesprochen am 7. Mai 1942 in der Wittheit zu Bremen. Langen-Müller, Munich 1943[11]
- Zwei Anekdoten. Leipzig 1943
- Zwei rheinische Erzählungen. Leipzig 1943
- Die Absonderung und das Gemeine. Straßburg 1944
- Der Gottesfreund. Kempen-Niederrh. 1948
- Rechenschaft. Kempen-Niederrh. 1948
- Die Biberburg. Munich 1950
- Das Halsband der Königin. Augsbourg 1951
- Frau Millicent. Stuttgart 1952

## Éditions
- Steinzeichnungen deutscher Maler. Düsseldorf 1904/1905
- Bildhauer und Maler in den Ländern am Rhein. Düsseldorf 1913
- Fedor M. Dostoevskij: Der Großinquisitor. Rudolstadt (Thür.) 1924